# Porsche 911 GT1
La Porsche 911 GT1 è un'auto da corsa progettata per partecipare nella classe GT1 alla 24 Ore di Le Mans.e alla Road Atlanta.
Fu inoltre prodotta in un numero ridottissimo di esemplari in versione stradale, denominata 911 GT1 Strassenversion, per ottenerne l'omologazione per la strada 

## Storia

### 1995, il progetto
La Porsche fece debuttare la 911 GT1 nel 1995, annunciando la decisione di farla gareggiare all'edizione 1996 della 24 Ore di Le Mans. La nuova auto, progettata da Norbert Singer aveva pochi tratti in comune con la normale 911 versione di serie, nonostante utilizzasse una parte del telaio Porsche 993 (il breve tempo a disposizione non permise infatti di realizzare un apposito telaio monoscocca in carbonio), la carrozzeria e soprattutto i componenti interni erano diversi. Inoltre, la GT1 disponeva di un motore 6 cilindri boxer 3.198cm³ turbocompresso e raffreddato ad acqua, che erogava una potenza di 600 CV a 7.200 giri/min. Le 911 della serie 993 sul mercato a quel tempo disponevano di motori raffreddati ad aria e con due valvole per cilindro: solo con la serie 996 sarebbero arrivati i motori raffreddati ad acqua. La GT1 si differenziava dalle 911 tradizionali anche per la collocazione del motore: non posteriore a sbalzo, ma centrale. Il cambio era un manuale a sei marce ed era posto dietro al motore. L'impianto frenante, dotato di ABS era costituito da dischi in carbonio da 380 mm, con pinze Brembo a otto pistoncini davanti e quattro dietro. Grazie alla scocca in kevlar, la GT1 pesava solo 1.050 kg: la Porsche decise di non utilizzare la fibra di carbonio per motivi di tempo e di costi.

### 1996, il debutto

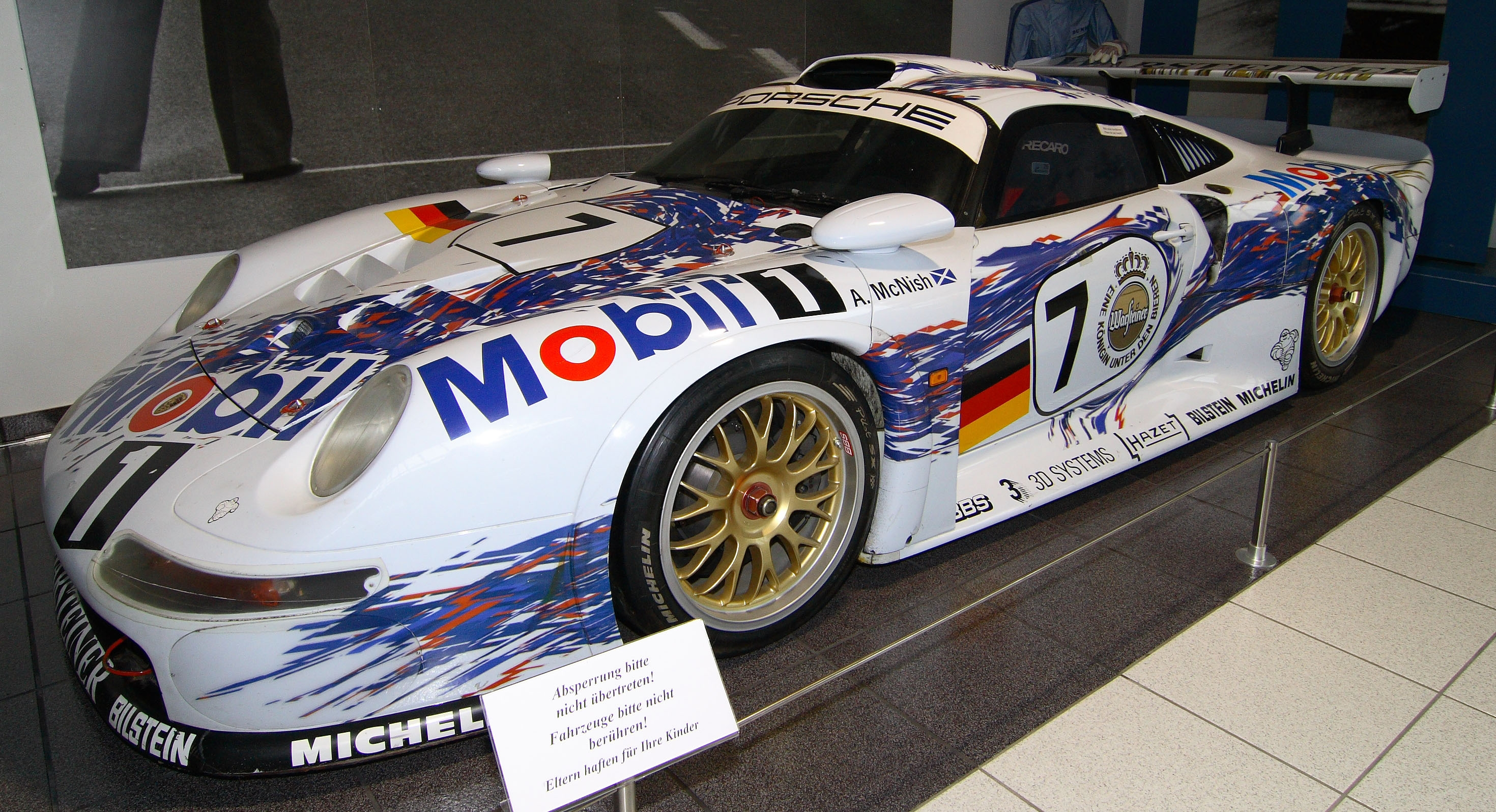
Porsche 911 GT1 (1996). Da notare la presenza dei gruppi ottici anteriori tondi, mutuati dalla 911 993. Sulle successive versioni saranno sostituiti da quelli cosiddetti a "uovo fritto", mutuati dalla più recente 911 996.

A le Mans furono iscritte due 911 GT1, una pilotata da Thierry Boutsen, Hans-Joachim Stuck, e Bob Wollek, mentre l'altra affidata a Yannick Dalmas, Scott Goodyear e a Karl Wendlinger. La nuova vettura ottenne un grande successo, vincendo al debutto la classe GT1, ma non riuscì ad accaparrarsi la vittoria assoluta, che andò al prototipo Porsche WSC-95 della Joest Racing motorizzato sempre dalla Porsche.
La 911 GT1 debuttò nella BPR Global GT Series nella seconda parte del campionato '96 a Brands Hatch. L'organizzazione, non senza esitazioni, autorizzò la partecipazione dell'auto ma non le concesse di ottenere punti. Hans-Joachim Stuck e Thierry Boutsen portarono la Porsche ad un nuovo successo. La vittoria arrivò anche a Spa Francorchamps e a Zhuhai, in quest'ultimo caso con la coppia Emmanuel Collard - Ralf Kelleners.

### 1997, la 911 GT1 Evo

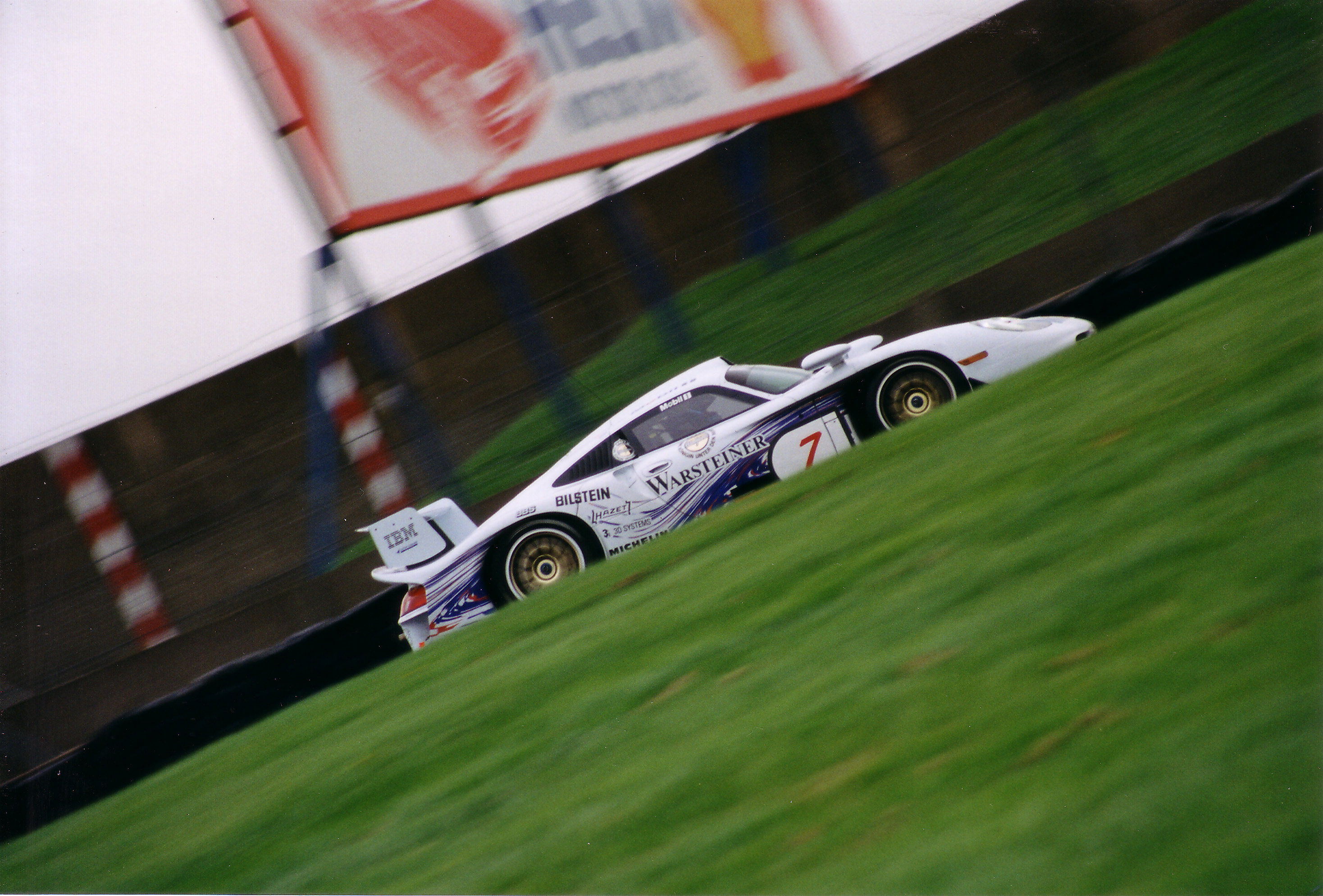
Porsche 911 GT1 Evo (1997)

Nel 1997 la nuova Mercedes-Benz CLK GTR ottenne un incontestato successo nel campionato che aveva sostituito il BPR, ovvero il Campionato FIA GT. Per Porsche invece fu una stagione deludente, nella quale non riuscì ad ottenere nemmeno una vittoria e venne sopravanzata anche dalla McLaren F1 GTR.
La Casa di Stoccarda apportò delle modifiche alla GT1 per Le Mans, tra le quali vi erano una carreggiata anteriore maggiorata, una nuova aerodinamica che consentiva un maggior carico, una rinnovata gestione del motore, l'assenza di ABS, una manutenzione semplificata, nuovi gruppi ottici frontali, ispirati da quelli delle nuove 996 e delle Boxster: questa nuova versione della vettura è conosciuta come 911 GT1 Evo (o Evolution). Dopo aver guidato la 24 ore nella prima parte, entrambe le Evo ufficiali furono costrette al ritiro, la numero 25 per un incidente, la numero 26 per problemi ad uno scambiatore di calore. Una 911 GT1 gestita da un team privato riuscì ad ottenere un quinto posto assoluto ed un terzo di classe, ma fu battuta dalle McLaren.
Nel campionato GT statunitense, il Rohr Team si aggiudicò il titolo costruttori ed il titolo piloti, utilizzando una 911 GT1 nella seconda parte della stagione dopo aver gareggiato su una 911 GT2.

### 1998, la 911 GT1 Evo '98
Spinta dalla decisione di FIA e ACO di abbandonare la regola per la quale le GT1 dovevano essere basate su auto di produzione, la Porsche rivisitò profondamente la sua 911 GT1. Venne introdotto un inedito telaio in fibra di carbonio che riduceva il peso della vettura di 100 kg; grazie alla fibra di carbonio fu possibile affinare l'aerodinamica e aumentare la rigidità della vettura. Fu inoltre progettato un nuovo cambio sequenziale e fu reintrodotto l'ABS. Per regolamento, la potenza del motore fu limitata dagli air restrictors a 550 CV. Il risultato fu la 911 GT1 '98. Le nuove GT1 comunque non riuscirono ad essere competitive, anche a causa delle normative sull'air restrictor che sfavorivano il motore turbo e gli pneumatici utilizzati (Michelin dalla squadra interna, Pirelli dai privati) che erano inferiori ai Bridgestone delle Mercedes.
A Le Mans però la GT1 si prese un'inaspettata rivincita. Porsche iscrisse due auto, la numero 25 per il trio Jörg Müller - Uwe Alzen - Bob Wollek e la numero 26 per Laurent Aïello, Allan McNish e Stephane Ortelli.
La concorrenza era rappresentata dalle veloci Toyota GT-One, dalle Mercedes-Benz CLK-LM, dalle Nissan R390 GT1 e dalle debuttanti BMW V12 LM. Le Toyota subirono un incidente e dei problemi di affidabilità, le CLK-LM ebbero problemi alla pompa dell'olio del loro nuovo motore V8, mentre le BMW si ritirarono per problemi ai cuscinetti delle ruote. La GT1 numero 26 riuscì così a vincere la gara davanti alla sorella numero 25 staccata di un giro.
Anche se più lenta di altre contendenti, la 911 GT1 '98 si dimostrò la più affidabile e regalò alla Porsche nel cinquantesimo anno di vita la sua sedicesima vittoria assoluta alla 24 ore più famosa del mondo, record ancora imbattuto.
Alla Petit Le Mans, gara che si disputa sul circuito di Road Atlanta, la 911 GT1/98 di Yannick Dalmas "decollò" e fece diverse giravolte, prima di toccare la pista con il posteriore e finire contro le barriere laterali, in modo simile a quanto accaduto alla BMW V12 LMR nel 2000 sempre a Road Atlanta e alla Mercedes-Benz CLR a Le Mans nel 1999.

### 1999
Dato il dominio delle Mercedes nel 1998, tutte le altre Case decisero di abbandonare il FIA GT1 nel 1999. La classe GT1 fu cancellata, e la classe regina divenne la GT2. Porsche oltre ad abbandonare la GT1 decise di non partecipare a Le Mans.
La Champion Racing portò in America una 911 GT1 Evo per partecipare all'American Le Mans Series, ma fu autorizzata solo a correre nella categoria LM GTP (Le Mans Gran Turismo Prototipo), trovandosi svantaggiata a gareggiare contro veri prototipi come la BMW V12 LMR.

## Versioni stradali
La Porsche sviluppò una versione stradale della 993 GT1 e della 996 GT1 (o GT1 Evoluzione) per poter ottenere l'omologazione di classe. Trattandosi di auto decisamente fuoriserie la numerazione non è precisa. Della prima versione (993) sono stati costruiti solamente 2 esemplari mentre della seconda (996), la Evo, esistono 21 esemplari. All'inizio del 1996 una di queste auto fu affidata alle autorità tedesche, che dopo averla revisionata, diedero il nulla osta per l'omologazione stradale. Il 6 cilindri fu depotenziato a 544 CV per rientrare nelle normative europee sulle emissioni. La 911 GT1 Straßenversion, con una massa di 1150 kg, aveva prestazioni rilevanti: accelerazione da 0 a 100 km/h in 3,5 secondi, velocità massima autolimitata a 310 km/h. Stando ai dati ufficiali l'ultima GT1, quella del '98, è stata prodotta in 4 esemplari, tutti schierati a Le Mans (2 con il team ufficiale e 2 con quello privato). Nonostante ciò risulta un esemplare omologato per la circolazione stradale con targa tedesca "BB GT 198". Su questa vettura non si hanno molte informazioni: alcuni sostengono che si tratti di un quinto esemplare utilizzato come prototipo e immatricolato come auto stradale, tuttavia potrebbe trattarsi di un esemplare da corsa adattato all'uso stradale al termine della carriera agonistica, come successo con diversi esemplari di un'altra celebre vettura da corsa, la McLaren F1 GTR. In ogni caso la proprietà di questo esemplare rimane all'azienda che lo espone nel suo museo.